# Eusynthemis virgula
Eusynthemis virgula là loài chuồn chuồn trong họ Synthemistidae. Loài này được Selys mô tả khoa học đầu tiên năm 1874.